# Anulidentaliidae
Anulidentaliidae is een familie van weekdieren uit de klasse van de Scaphopoda (tandschelpen).

## Geslachten
- Anulidentalium Chistikov, 1975
- Epirhabdoides Steiner, 1999